# Chamitataxus
Chamitataxus je vyhynulý jezevec z pozdního miocénu Severní Ameriky tedy z doby před zhruba 6 miliony let. Je znám jediný druh, Chamitataxus avitus. Spolu s žijícím jezevcem americkým (Taxidea taxus) a vyhynulým jezevcem rodu Pliotaxidea tvoří zvláštní podčeleď Taxidiinae, nejsou tedy blízce příbuzní ostatním jezevcům. Chamitataxus je z těchto tří nejprimitivnější.
Chamitataxus je znám z jediné neúplné lebky, která byla objevena v roce 1935 v pohoří Chamita v Novém Mexiku, ve stejném lomu, kde bylo o dva roky později také nalezeno několik fosílií vyhynulého vidloroha rodu Osbornoceros.